# Clouds
Clouds je treći studijski album švedskog gothic metal-sastava Tiamat. Diskografska kuća Century Media Records objavila ga je 1. rujna 1992. Pjesme na uratku također se odlikuju ekstremnim glazbenim stilom koji je odredio pjesme na prijašnjim uradcima skupine, ali sadrže više melodičnih elemenata nadahnutih gothic rockom.

## Popis pjesama
Tekstovi: Johan Edlund, osim gdje je navedeno drukčije. 
| 1.    | »In a Dream«             |                          | Edlund, Niklas Ekstrand, Thomas Petersson | 5:12 |
| 2.    | »Clouds«                 |                          | Petersson, Ekstrand, Edlund               | 3:40 |
| 3.    | »Smell of Incense«       |                          | Edlund, Petersson                         | 4:30 |
| 4.    | »A Caress of Stars«      | Edlund, Hannah Stjamvind | Petersson, Edlund                         | 5:27 |
| 5.    | »The Sleeping Beauty«    |                          | Johnny Hagel, Edlund                      | 4:10 |
| 6.    | »Forever Burning Flames« |                          | Ekstrand, Petersson                       | 4:23 |
| 7.    | »The Scapegoat«          |                          | Ekstrand, Petersson, Edlund               | 4:57 |
| 8.    | »Undressed«              |                          | Edlund, Petersson                         | 7:08 |
| 39:27 |                          |                          |                                           |      |

## Zasluge
Tiamat
- Johan Edlund – vokal, ritam gitara
- Thomas Petersson – solo-gitara, akustična gitara
- Johnny Hagel – bas-gitara
- Niklas Ekstrand – bubnjevi
- Kenneth Roos – klavijature

Ostalo osoblje
- Claus C. Pilz – grafički dizajn
- Jonas Malmsten – aranžmani (klavijature)
- Kristian Wåhlin – naslovnica
- Waldemar "Is it now?" Sorychta – produkcija
- Siggi Bemm – inženjer zvuka
- Thomas Simon – fotografije